# Louis Delbor
Louis Delbor (* 19. Jahrhundert; † 20. Jahrhundert) war ein französischer Radrennfahrer.

## Sportliche Laufbahn
Delbor war im Bahnradsport aktiv. Bei den Bahnradsport-Weltmeisterschaften 1910 in Brüssel gewann er beim Sieg von Henri Hens die Silbermedaille im Steherrennen der Amateure.
Über seine weiteren Lebensdaten und Erfolge ist nichts bekannt.